# Eloria clodia
Eloria clodia är en fjärilsart som beskrevs av Druce 1893. Eloria clodia ingår i släktet Eloria och familjen tofsspinnare. Inga underarter finns listade i Catalogue of Life.